# Lac de Coiselet
Le lac de Coiselet est un lac artificiel situé à la limite des départements de l'Ain et du Jura, dans le massif du Jura.

## Géographie
Il est le confluent de la Bienne et de l'Ain et il est situé au Nord-Ouest d'Oyonnax. Il a été créé en 1970, lors de la mise en eau du barrage de Coiselet. Il est dominé par le Mont Molard de Nétru et par les falaises de Chancia.
Il est situé sur le territoire des communes de Condes, Chancia et de Coisia dans le Jura et sur celui des communes de Dortan et de Samognat dans l'Ain.

## Aménagements touristiques
Une plage non surveillée sur la commune de Chancia à côté du camping permet la baignade. Ce camping est situé sur une presqu'île au bord de la plage. En parallèle Condes possède également un camping. Ce cadre offre la possibilité de pêcher de nombreux poissons.